# Pseudophaloe latifascia
Pseudophaloe latifascia är en fjärilsart som beskrevs av Erich Martin Hering 1925. Pseudophaloe latifascia ingår i släktet Pseudophaloe och familjen björnspinnare. Inga underarter finns listade.